# Ağabacı Rzayeva
Ağabacı İsmayıl qızı Rzayeva (auch Aghabajy Rzai̐eva;* 15. Dezember 1912 in Baku, Russisches Kaiserreich; † 5. Juli 1975 in Baku, Aserbaidschanische SSR, Sowjetunion) war eine sowjetisch-aserbaidschanische Komponistin, Musikpädagogin und Politikerin.

## Leben
Ağabacı Rzayevas Vater İsmayıl Rzayev war, obwohl er Ökonom war, ein versierter Tarspieler. Dessen Vater, Ağabacı Rzayevas Großvater, war der aserbaidschanische Musiker Mirzə Fərəc Rzayev (1847–1927). Er war ein prominenter Spieler des Saiteninstrumentes Tar und Vertreter der Schule des Mugham in Baku. Ağabacı Rzayeva lernte von ihrem Großvater die Grundlagen dieser aserbaidschanischen Kunstform. Bevor sie sich beruflich mit Musik beschäftigen durfte, musste sie nach der Sekundarschule zunächst am Pädagogischen Technikum in Baku studieren. Nach ihrem Abschluss 1929 mit siebzehn Jahren arbeitete sie zunächst in dem im Umland von Baku gelegenen Dörfern Saray, Kürdəxanı und Maştağa als Lehrerin. Sie gründete einen Chor und begleitete diesen auf der Tar. Bei der Gründung eines lokalen Radiosenders in Maştağa, wurde auf ihre Veranlassung hin auch Musik übertragen. Außerhalb der Schule unterrichtete sie zusätzlich Lesen und Schreiben, um den Analphabetismus vor Ort zu beseitigen. Wenig später wurde sie an eine Schule in Baku selbst versetzt. Nach dem Tod des Großvaters hatte sich auch ihr Vater İsmayıl vermehrt um die musikalische Ausbildung seiner Kinder Ağabacı und Ruqiyyə. Der aserbaidschanische Komponist und Leiter des Aserbaidschanischen Staatskonservatoriums Üzeyir Hacıbəyov, ein Freund der Familie, wurde auf das Talent der Schwestern aufmerksam und vermittelte ihnen 1934 in der neu gegründeten Abteilung Volksmusik Studienplätze, Ağabacı in der Klasse für Kamantsche. Unterrichtet wurde sie nun von Səid Rüstəmov und in der Kunst des Mugham von Mirzə Mansur Mansurov (1887–1967), einem Schüler ihres Großvaters. Əfrasiyab Bədəlbəyli, Cövdət Hacıyev und Üzeyir Hacıbəyov unterrichteten sie in den musiktheoretischen Fächern. 1935 nahm sie Hacıbəyov in die erste Targruppe des von ihm gegründeten Orchesters für Volksinstrumente auf. Zu dieser Zeit begann sie selbst, an einer Musikschule in Baku zu unterrichten. 1938 nahm sie mit dem Volksinstrumenteorchester bei der Dekade für aserbaidschanische Kultur in Moskau teil. Nach der Komposition des Marsches Gənc vətənpərvərlər [Junge Patrioten] für das aserbaidschanische Volksinstrumenteorchester. wurde sie 1941 als erste Frau in eine Kompositionsklasse des Konservatoriums aufgenommen, zunächst bei Üzeyir Hacıbəyov, später in der Kompositionsklasse Qaya Qarayevs. 1942 wurde sie in den Azərbaycan Bəstəkarlar İttifaqı [Aserbaidschanischer Komponistenverband] aufgenommen. 1950, 1953 und 1955 wurde sie in den Sowjet von Baku gewählt. 1963 war sie Mitglied des dortigen Obersten Sowjet. Bei der Ağabacı Rzayeva wurde 1960 der Ehrentitel Verdienter Künstler der Aserbaidschanischen SSR verliehen. Zu ihrem sechzigsten Geburtstag erhielt sie das Ehrenzeichen der Sowjetunion verliehen. Des Weiteren wurden ihr der Orden des Roten Banners der Arbeit der Aserbaidschanischen SSR verliehen.

## Werke (Auswahl)
Ağabacı Rzayeva schrieb viele Lieder. Darunter befinden sich: Yaxası güllü qız (Text: Hüseyn Abbaszadə (1922–2007)), Dünyanın gözəlliyi [Die Schönheit der Welt] (Text: Əhməd Cəmil (1913–1977)), Əsiriyəm bir dilbərin (Mirzə Fətəli Axundov (1812–1878)), Gözləyirəm, sevgilim! [Warte, mein Schatz] (Text: Cəfər Xəndan (1910–1961)) und Qırmızı şar (Text: Cahangir Məmmədov). Sie schrieb eine Operette Höcət eləmə [Weißt Du Nicht ?].
Daneben komponierte sie auch die Suite Şənlik, die Stücke Rəqs, Yallı und CəngiI für Orchester.